# 迪布爾海崖
78°7′S 167°13′E / 78.117°S 167.217°E
迪布爾海崖（英語：Dibble Bluff），是南極洲的海崖，位於羅斯群島的懷特島西部，海拔高度超過400米，以威靈頓維多利亞大學地質學系人員命名，現時由南極條約體系管理。